# Liste der Baudenkmäler in Rahden
Die Liste der Baudenkmäler in Rahden enthält die denkmalgeschützten Bauwerke auf dem Gebiet der Stadt Rahden im Kreis Minden-Lübbecke in Nordrhein-Westfalen (Stand: Juni 2021). Diese Baudenkmäler sind in der Denkmalliste der Stadt Rahden eingetragen; Grundlage für die Aufnahme ist das Denkmalschutzgesetz Nordrhein-Westfalen (DSchG NRW).

## Legende
- Bild: zeigt ein Bild des Baudenkmals
- Bezeichnung: nennt den Namen bzw. die Bezeichnung des Baudenkmals
- Lage: gibt die Straße und Hausnummer des Baudenkmals an (sofern vorhanden) sowie die Lage auf einer Karte an
- Beschreibung: liefert weitere Informationen zum Baudenkmal
- Bauzeit: gibt das Jahr der Fertigstellung an bzw. den Zeitraum der Errichtung
- Eingetragen seit: gibt die Eintragung in die Denkmalliste an
- Denkmal Nr.: gibt die Nummer des Baudenkmals, mit dem es in der Denkmalliste steht, an

## Liste der Baudenkmäler in Rahden
| Bild | Bezeichnung                                                                          | Lage                                                    | Beschreibung           | Bauzeit | Eingetragen seit                                                  | Denkmal- nummer |
| --- | ------------------------------------------------------------------------------------ | ------------------------------------------------------- | ---------------------- | ------- | ----------------------------------------------------------------- | --------------- |
| BW | Fachwerk-Wohngebäude                                                                 | Rahden Marktstraße 8 Karte                              |                        |         | 13.12.1984                                                        | 1               |
| BW | Fachwerk-Wohngebäude                                                                 | Kleinendorf Bremer Straße 1/1a Karte                    |                        |         | 13.12.1984                                                        | 2               |
| weitere Bilder | Fachwerkspeicher am Großen Stein in Tonnenheide                                      | Tonnenheide Hahnenkamp 10 Karte                         |                        |         | 13.12.1984                                                        | 3               |
| weitere Bilder | Backhaus am Großen Stein in Tonnenheide                                              | Tonnenheide Hahnenkamp 10 Karte                         |                        |         | 13.12.1984                                                        | 4               |
| weitere Bilder | Bockwindmühle in Wehe                                                                | Wehe Zur Bockwindmühle 35 Karte                         |                        |         | 13.12.1984 07.11.2000: Müllerhaus u. a.                           | 5               |
| weitere Bilder | Burgruine Rahden                                                                     | Kleinendorf Museumshof 1 Karte                          |                        |         | 11.02.1985                                                        | 6               |
| weitere Bilder | Museumshof Rahden                                                                    | Kleinendorf Museumshof 1 Karte                          |                        |         | 11.02.1985                                                        | 7               |
| weitere Bilder | Kriegerdenkmal Alter Markt                                                           | Rahden Alter Markt Karte                                |                        |         | 11.02.1985                                                        | 8               |
| BW | Kriegerdenkmal Kleinendorf                                                           | Kleinendorf Bremer Straße/Im Felde Karte                |                        |         | 11.02.1985                                                        | 9               |
| BW | Gut Rahden (ehem. „Herrenhaus“)                                                      | Kleinendorf Bocks Allee 22 Karte                        |                        |         | 12.02.1985                                                        | 10              |
| weitere Bilder | St. Johanniskirche Rahden                                                            | Rahden Am Kirchplatz 1 Karte                            |                        |         | 12.02.1985 17.01.2000: Glocke u. Turmuhr 30.03.2012: Präzisierung | 11              |
| BW | Pastorengrabmal auf dem Kirchplatz Rahden                                            | Rahden Am Kirchplatz 1 Karte                            |                        |         | 12.02.1985                                                        | 12              |
| BW | Herrenhaus des Gutes Hohenfelde                                                      | Rahden Hohes Feld 1 Karte                               |                        |         | 12.02.1985                                                        | 13              |
| BW | Hofgebäude                                                                           | Rahden Gartenstraße 7 Karte                             |                        |         | 12.02.1985                                                        | 14              |
| BW | Wohn- und Geschäftsgebäude                                                           | Rahden Gerichtsstraße 18 Karte                          |                        |         | 12.02.1985                                                        | 15              |
| BW | Fachwerkgebäude                                                                      | Rahden Am Kirchplatz 2 Karte                            |                        |         | 14.02.1985                                                        | 16              |
| BW | Wohn- und Geschäftsgebäude                                                           | Rahden Lange Straße 2 Karte                             |                        |         | 14.02.1985                                                        | 17              |
| BW | Wohn- und Geschäftsgebäude                                                           | Rahden Lange Straße 4 Karte                             |                        |         | 14.02.1985 23.04.2013: Präzisierung                               | 18              |
| BW | Wohn- und Geschäftsgebäude                                                           | Rahden Lange Straße 6 Karte                             |                        |         | 14.02.1985                                                        | 19              |
| BW | Wohn- und Geschäftsgebäude                                                           | Rahden Lange Straße 8 Karte                             |                        |         | 14.02.1985                                                        | 20              |
| BW | Kriegerehrenmal Friedhof Varl                                                        | Varl Varler Straße 26 Karte                             |                        |         | 18.02.1985                                                        | 21              |
| BW | Glockenstuhl Friedhof Varl                                                           | Varl Varler Straße 26 Karte                             |                        |         | 18.02.1985                                                        | 22              |
| BW | Fachwerk-Wohngebäude                                                                 | Varl Hinterm Felde 6 (Varl 132) Karte                   |                        |         | 18.02.1985                                                        | 23              |
| BW | Fachwerk-Hofgebäude                                                                  | Sielhorst Sielhorster Straße 14a (Sielhorst 18) Karte   |                        |         | 18.02.1985                                                        | 24              |
| BW | Kriegerehrenmal Friedhof Sielhorst                                                   | Sielhorst Lemförder Straße/Höferort Karte               |                        |         | 18.02.1985                                                        | 25              |
| weitere Bilder | Immanuelkirche Pr. Ströhen                                                           | Pr. Ströhen Alte Kirchstraße 1 Karte                    |                        |         | 18.02.1985 18.10.2010: Präzisierung                               | 26 Wikidata     |
| BW | Fachwerk-Hofgebäude                                                                  | Pr. Ströhen Moororter Straße 31 (Pr. Ströhen 45) Karte  |                        |         | 18.02.1985                                                        | 27              |
| BW | Fachwerk-Backhaus auf der Hofanlage                                                  | Pr. Ströhen Diepholzer Straße 23 (Pr. Ströhen 57) Karte |                        |         | 18.02.1985                                                        | 28              |
| BW | Kriegerehrenmal Pr. Ströhen bei der Kirche                                           | Pr. Ströhen Pr.-Ströher-Allee 10 Karte                  |                        |         | 22.02.1985                                                        | 29              |
| weitere Bilder | Kriegerehrenmal Wehe                                                                 | Wehe Weher Straße/Am Sportplatz Karte                   |                        |         | 22.02.1985                                                        | 30              |
| weitere Bilder | Gasthaus „Zur Linde“ (jetzt Marktschänke)                                            | Rahden Alter Markt 1 Karte                              |                        |         | 28.06.1985                                                        | 31              |
| BW | Fachwerkgebäude                                                                      | Rahden Am Brullfeld 1 Karte                             |                        |         | 28.06.1985                                                        | 32              |
| BW | Fachwerkgebäude                                                                      | Rahden Lange Straße 17 Karte                            |                        |         | 28.06.1985                                                        | 33              |
| weitere Bilder | Windmühle Tonnenheide                                                                | Tonnenheide Mindener Straße 185 (Tonnenheide 140) Karte |                        |         | 09.12.1985                                                        | 34              |
| BW | Gedenkstein für die im Ersten Weltkrieg gefallenen Eisenbahner beim Lokschuppen      | Rahden Weher Straße 48 Karte                            |                        |         | 24.09.1987                                                        | 35              |
| BW | Lokschuppen einschl. Drehscheibe                                                     | Rahden Weher Straße 48 Karte                            |                        |         | 24.09.1987                                                        | 36              |
| BW | Fachwerkgebäude                                                                      | Kleinendorf Dieklage 2 Karte                            |                        |         | 21.07.1988                                                        | 37              |
| BW | Fachwerkgebäude                                                                      | Rahden Nachtigallenweg 3 Karte                          |                        |         | 13.09.1989                                                        | 38              |
| BW | Fachwerkgebäude                                                                      | Rahden Osnabrücker Straße 1 Karte                       |                        |         | 25.09.1989                                                        | 39              |
| BW | Torgiebel am Gebäude                                                                 | Kleinendorf Schlangenstraße 19 Karte                    |                        |         | 05.09.1990                                                        | 40              |
| BW | Wohnhaus                                                                             | Rahden Gerichtsstraße 13 Karte                          |                        |         | 05.09.1990                                                        | 41              |
| [[Vorlage:Bilderwunsch/code!/C:52.498814,8.64905!/D:Historische Glocken von 1752 und 1929 Glockenstube in der Immanuelkirche Pr. Ströhen, Alte Kirchstraße 1!/\|BW]] | Historische Glocken von 1752 und 1929 Glockenstube in der Immanuelkirche Pr. Ströhen | Pr. Ströhen Alte Kirchstraße 1 Karte                    |                        |         | 17.11.1992 18.10.2010: Präzisierung                               | 42              |
| BW | Hebelstellwerk auf dem Bahnhofsgelände Rahden                                        | Rahden Eisenbahnstraße 3a Karte                         |                        |         | 20.12.1994                                                        | 46              |
| BW | Fachwerkgebäude                                                                      | Pr. Ströhen Bruchstraße 10 Karte                        |                        |         | 17.01.2000                                                        | 47              |
| weitere Bilder | Bahnhofsgebäude Rahden (Empfangsgebäude und Güterschuppen)                           | Rahden Eisenbahnstraße 3 Karte                          |                        |         | 20.08.2001                                                        | 48              |
| BW | Wohnhaus                                                                             | Rahden Weher Straße 54 Karte                            |                        |         | 06.12.2001                                                        | 49              |
| BW | Wohnhaus                                                                             | Rahden Zur Niedermühle 11 Karte                         |                        |         | 02.04.2007                                                        | 50              |
| BW | Hofanlage                                                                            | Pr. Ströhen Alter Postweg 7 Karte                       | gelöscht am 15.04.2014 |         | 30.03.2010                                                        | 51              |